# Noel Quinn
Noel Paul Quinn (nacido el 13 de enero de 1962) es un empresario y banquero británico que se desempeñó como director ejecutivo de HSBC desde marzo de 2020 hasta septiembre de 2024, habiendo sucedido a John Flint. Inicialmente había asumido el cargo de forma interina en agosto de 2019. Quinn fue reemplazado por Georges Elhedery.
El 30 de abril de 2024, Quinn había anunciado en su momento que planeaba retirarse de HSBC tan pronto como se encuentre un sucesor.

## Biografía

### Carrera
Antes de convertirse en director ejecutivo del grupo, Quinn fue director ejecutivo de la división de Banca Comercial Global de HSBC desde diciembre de 2015. Se convirtió en director general del grupo en septiembre de 2016. De 2011 a 2015, Quinn fue director regional de Banca Comercial para Asia-Pacífico, con sede en Hong Kong.
Quinn se unió a Forward Trust Group, una subsidiaria de Midland Bank, en 1987. Midland Bank fue adquirido por HSBC en 1992. Lideró las adquisiciones de Swan National Motor Finance y Eversholt Leasing Ltd por parte de HSBC, convirtiéndose en gerente general de cada negocio por turno.
Desde entonces, se ha desempeñado como Jefe de Finanzas de Capital y Especializadas en HSBC, Director de Estrategia y Desarrollo del Grupo en HSBC Insurance Services North America, Jefe de Finanzas Comerciales en Europa y Jefe de Banca Comercial en el Reino Unido (2008-2011).